# أكيهيرو هينو
أكيهيرو هينو (مواليد 20 يوليو 1968 في أوموتا، فوكوكا) هو منتج ألعاب فيديو ياباني شغل منصب كبير الإداريين التنفيذيين لشركة تطوير الألعاب ليفل-5.

## السيرة الذاتية
قبل تأسيس ليفل-5 في أكتوبر 1998، بدأت هينو حياته المهنية في صناعة ألعاب الفيديو في وقت مبكر من التسعينات في شركة التطوير اليابانية ريفر هيلز سوفت (Riverhillsoft)، وعمل بشكل أساسي على سلسلة أوفر بلود التي صدرت لجهاز بلاي ستيشن حيث كان قائد المبرمجين. منذ تأسيس ليفل-5 قام هينو بمهمة التصميم والتخطيط والإنتاج لألعاب الشركة.

## أعمال
- بروفيسور لايتون آند ذا كيريس فيلاج
- إينازوما إليفن
- أوفر بلود
- أوفر بلود 2
- دارك كلاود

## وصلات خارجية
- أكيهيرو هينو على موقع IMDb (الإنجليزية)
- أكيهيرو هينو على موقع ميوزك برينز (الإنجليزية)
- أكيهيرو هينو على موقع ديسكوغز (الإنجليزية)
- أكيهيرو هينو على موقع قاعدة بيانات الفيلم (الإنجليزية)